# Семеренко Валентина Олександрівна
Семере́нко Валенти́на Олекса́ндрівна (слухатиⓘ, нар. 18 січня 1986, смт. Краснопілля Сумської області)  — українська біатлоністка, заслужений майстер спорту України, член національної збірної команди України з біатлону.
Чемпіонка зимових Олімпійських ігор 2014 у Сочі, Росія.
Чемпіонка та п'ятиразова призерка чемпіонатів світу з біатлону, переможниця та призерка етапів кубка світу з біатлону,  семиразова чемпіонка Європи (Найтитулованіша біатлоністка в Історії Чемпіонату Європи з біатлону), Чемпіонка світу серед юніорів 2004 року, семиразова чемпіонка Європи, чемпіонка світу з літнього біатлону 2011 року в спринті, неодноразова чемпіонка першостей та Чемпіонатів України, на XXIII Всесвітній зимовій універсіаді виборола 4 медалі (3 срібні, 1 бронзову). Учасниця зимових Олімпійських ігор 2006 року в Турині, 2010 року у Ванкувері, 2014 року в Сочі та 2018 року у Пхьончхані. (Брала участь в 16 гонках на Олімпійських іграх, що являється рекордом)
Багаторазова чемпіонка і призерка етапів Кубка світу. У сезоні 2014—15 посіла третє місце у загальному заліку Кубка світу. Також увійшла до десятки найкращих у сезоні 2013—14 (8-е місце).
Старший лейтенант СБУ.
Спортсменка року в Україні [2015]

## Біографія
Народилася в смт. Краснопілля Сумської області.
Студентка Сумського державного педагогічного університету ім.А. С. Макаренка. Тренери: Байда Світлана Іванівна, Шамрай Григорій Іванович.
Валентина Семеренко  — сестра близнючка української біатлоністки Віти Семеренко.
Одружена з Олексієм Прохором.

## Спортивна кар'єра
На чемпіонаті світу 2008 року в Естерсунді та чемпіонаті світу 2011 року у Ханти-Мансійську Валентина посіла друге місце в естафеті, однак через порушення антидопінгових правил Оксаною Хвостенко Міжнародний союз біатлоністів позбавив українську жіночу естафетну четвірку другого місця в гонці чемпіонату світу з біатлону-2011.
Свій перший особистий подіум, третє місце, на етапах Кубка світу Валя здобула 4 лютого 2011 року в спринтерській гонці у Преск-Айлі (штат Мен, США), першу особисту перемогу  — 15 грудня 2013 року в гонці переслідування на етапі Кубка світу в Ансі, Франція.
На зимових Олімпійських іграх 2014 в Сочі здобула «золото» в естафеті 4×6 км (разом із Юлією Джимою, Вітою Семеренко та Оленою Підгрушною).

## Виступи на Олімпійських іграх
| Змагання                                     | Індивідуальна | Спринт | Переслідування | Масстарт | Естафета | Змішана естафета |
| -------------------------------------------- | ------------- | ------ | -------------- | -------- | -------- | ---------------- |
| XX Замові Олімпійські ігри 2006, Турин       | 46            | —      | —              | —        | —        | Н/Д              |
| XXI Зимові Олімпійські ігри 2010, Ванкувер   | 13            | 23     | 23             | 19       | 6        | Н/Д              |
| XXII Зимові Олімпійські ігри 2014, Сочі      | 19            | 12     | 5              | 12       | 1        | —                |
| XXII Зимові Олімпійські ігри 2018, Пхьончхан | 25            | 46     | DNS            | 19       | —        | —                |
| XXIII Зимові Олімпійські ігри 2022, Пекін    | DNF           | —      | —              | —        | —        | 13               |

З сезону 2012 результати зимових Олімпійських ігор не зараховуються до загального заліку Кубку світу.

## Виступи на чемпіонатах світу
| Рік  | Місце проведення          | Інд | Спр | Пр  | МС  | Ест | ЗМ |
| ---- | ------------------------- | --- | --- | --- | --- | --- | -- |
| 2007 | Разун-Антерсельва, Італія | 36  | —   | —   | —   | 9   | —  |
| 2008 | Естерсунд, Швеція         | 32  | 16  | 20  | 18  | 2   | —  |
| 2009 | Пхьончхан, Південна Корея | 26  | 15  | 38  | 16  | DNF | 11 |
| 2011 | Ханти-Мансійськ, Росія    | 11  | 10  | 24  | 16  | DSQ | —  |
| 2012 | Рупольдінг, Німеччина     | 49  | 57  | DNF |     | 6   | —  |
| 2013 | Нове Место, Чехія         | 3   | 22  | 43  | DNF | 2   | —  |
| 2015 | Контіолахті, Фінляндія    | 15  | 3   | 19  | 1   | 6   | 11 |
| 2016 | Осло, Норвегія            | 44  | 38  | —   | 26  | 5   | 4  |
| 2017 | Гохфільцен, Австрія       | —   | 80  | —   | —   | —   | —  |
| 2019 | Естерсунд, Швеція         | 36  | 29  | 38  | —   | 3   |    |
| 2020 | Антерсельва, Італія       | 42  | 36  | 43  | —   | —   | —  |
| 2021 | Поклюка, Словенія         | —   | 50  | DNF | —   | —   | —  |

## Виступи на чемпіонатах Європи
| Рік   | Місце проведення            | Інд | Спр | Пр  | Ест | ЗМ | СС |
| 2005* | Новосибірськ, Росія         | 10  | 7   | 7   | 3   | —  | —  |
| 2006* | Лангдорф, Німеччина         | 11  | 1   | 2   | —   | —  | —  |
| 2007  | Бансько, Болгарія           | —   | 14  | DNS | 3   | —  | —  |
| 2008  | Нове Место-на-Мораві, Чехія | —   | —   | —   | 1   | —  | —  |
| 2009  | Уфа, Росія                  | 5   | —   | —   | 1   | —  | —  |
| 2010  | Отепя, Естонія              | —   | 1   | DNS | 2   | —  | —  |
| 2011  | Ріднау-Валь-Ріданна, Італія | —   | —   | —   | 1   | —  | —  |
| 2012  | Брезно-Осрбліє, Словаччина  | DNS | 2   | 2   | 1   | —  | —  |
| 2015  | Отепя, Естонія              | —   | —   | —   | 1   | —  | —  |
| 2019  | Раубичі, Білорусь           | 11  | 31  | 13  | —   | —  | —  |
| 2020  | Раубичі, Білорусь           | —   | 7   | 9   | —   | 1  | 4  |

[*] — юніорські змагання

## Виступи на Кубку світу

### Місця в кубках світу

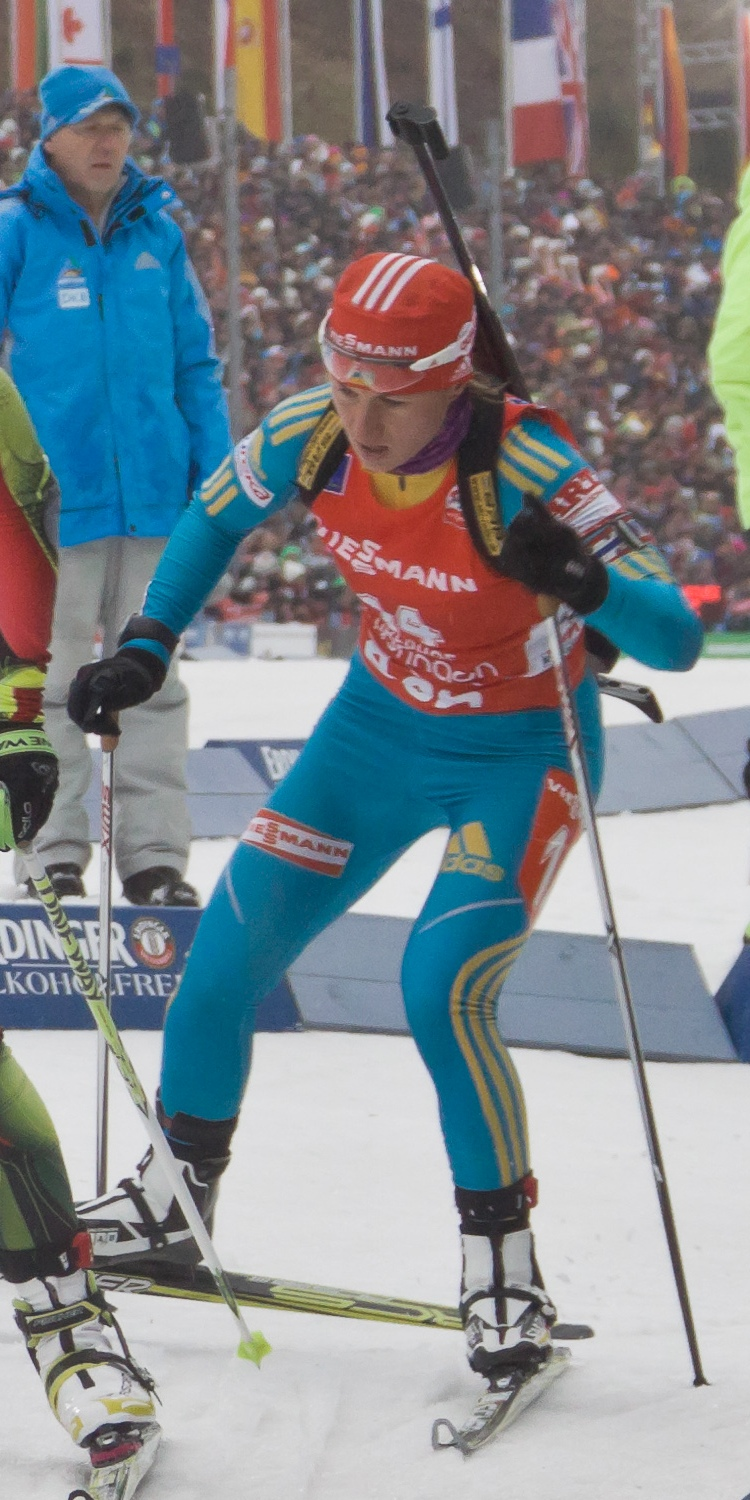
Валентина Семеренко у гонці переслідування на Чемпіонаті світу з біатлону в Обергофі.

| Сезон   | Індивідуальна  | Спринт         | Переслідування | Мас-старт      | Загальний залік |
| ------- | -------------- | -------------- | -------------- | -------------- | --------------- |
|         | Позиція (очки) | Позиція (очки) | Позиція (очки) | Позиція (очки) | Позиція (очки)  |
| 2006-07 | 26 (32)        | 53 (20)        | 55 (8)         | —              | 47 (60)         |
| 2007-08 | 37 (14)        | 28 (83)        | 28 (58)        | 30 (35)        | 28 (190)        |
| 2008-09 | 25 (56)        | 30 (105)       | 33 (61)        | 14 (115)       | 24 (349)        |
| 2009-10 | 8 (102)        | 19 (195)       | 14 (125)       | 20 (97)        | 14 (538)        |
| 2010-11 | 2 (159)        | 14 (240)       | 12 (161)       | 14 (127)       | 11 (678)        |
| 2011-12 | 29 (32)        | 25 (129)       | 21 (122)       | 23 (73)        | 22 (356)        |
| 2012-13 | 9 (86)         | 21 (160)       | 25 (107)       | 23 (85)        | 20 (438)        |
| 2013-14 | 8 (59)         | 10 (186)       | 6 (233)        | 13 (75)        | 8 (553)         |
| 2014-15 | 11 (74)        | 5 (328)        | 3 (255)        | 2 (210)        | 3 (865)         |
| 2015-16 | 50 (15)        | 51 (43)        | 37 (67)        | 46 (14)        | 47 (139)        |
| 2016-17 | —              | 74 (11)        | 73 (13)        | —              | 79 (24)         |
| 2017-18 | 4 (83)         | 33 (85)        | 32 (80)        | 16 (102)       | 21 (350)        |
| 2018-19 | 57 (5)         | 47 (54)        | 47 (54)        | 40 (14)        | 48 (117)        |
| 2019-20 | —              | 21 (126)       | 31 (64)        | 34 (32)        | 33 (222)        |
| 2020-21 | 52 (13)        | 53 (46)        | 68 (8)         | —              | 59 (67)         |

### Подіуми на етапах кубків світу
| Сезон   | Місце проведення               | Змагання         | Результат |
| ------- | ------------------------------ | ---------------- | --------- |
| 2007-08 | Естерсунд, Швеція — ЧС         | Естафета         | 2         |
| 2008-09 | Обергоф, Німеччина             | Естафета         | 1         |
| 2010-11 | Гохфільцен, Австрія            | Естафета         | 2         |
| 2010-11 | Преск-Айл, Сполучені Штати     | Спринт           | 3         |
| 2012-13 | Гохфільцен, Австрія            | Естафета         | 2         |
| 2012-13 | Обергоф, Німеччина             | Естафета         | 1         |
| 2012-13 | Обергоф, Німеччина             | Переслідування   | 3         |
| 2012-13 | Нове Место, Чехія — ЧС         | Індивідуальна    | 3         |
| 2012-13 | Нове Место, Чехія — ЧС         | Естафета         | 2         |
| 2012-13 | Сочі, Росія                    | Естафета         | 2         |
| 2013-14 | Естерсунд, Швеція              | Змішана естафета | 3         |
| 2013-14 | Гохфільцен, Австрія            | Естафета         | 1         |
| 2013-14 | Рупольдінг, Німеччина          | Естафета         | 3         |
| 2013-14 | Ансі — Ле Гран Борнан, Франція | Естафета         | 2         |
| 2013-14 | Ансі — Ле Гран Борнан, Франція | Спринт           | 3         |
| 2013-14 | Ансі Ле Гран Борнан, Франція   | Переслідування   | 1         |
| 2014-15 | Естерсунд, Швеція              | Індивідуальна    | 3         |
| 2014-15 | Естерсунд, Швеція              | Переслідування   | 2         |
| 2014-15 | Поклюка, Словенія              | Спринт           | 3         |
| 2014-15 | Поклюка, Словенія              | Переслідування   | 3         |
| 2014-15 | Антгольц — Антерсельва, Італія | Естафета         | 3         |
| 2014-15 | Нове Место-на-Мораві, Чехія    | Змішана естафета | 3         |
| 2014-15 | Контіолахті, Фінляндія — ЧС    | Спринт           | 3         |
| 2014-15 | Контіолахті, Фінляндія — ЧС    | Масстарт         | 1         |
| 2015-16 | Гохфільцен, Австрія            | Естафета         | 3         |
| 2015-16 | Рупольдінг, Німеччина          | Естафета         | 1         |
| 2017-18 | Гохфільцен, Австрія            | Естафета         | 2         |
| 2018-19 | Естерсунд, Швеція — ЧС         | Естафета         | 3         |

### Статистика виступів у Кубку світу
| 2020–2021 | Контіолахті | Контіолахті | Контіолахті | Контіолахті | Контіолахті | Гохфільцен | Гохфільцен | Гохфільцен | Гохфільцен | Гохфільцен | Гохфільцен | Обергоф | Обергоф | Обергоф | Обергоф | Обергоф | Обергоф | Антерсельва | Антерсельва | Антерсельва | ЧС Поклюка | ЧС Поклюка | ЧС Поклюка | ЧС Поклюка | ЧС Поклюка | ЧС Поклюка | Нове Место | Нове Место | Нове Место | Нове Место | Нове Место | Нове Место | Естерсунд | Естерсунд | Естерсунд | Підсумки | Підсумки |
| 2020–2021 | Інд         | Спр         | Спр         | Ест         | Пр          | Спр        | Ест        | Пр         | Спр        | Пр         | МС         | Спр     | Пр      | ЗМ      | Спр     | Ест     | МС      | Інд         | МС          | Ест         | ЗМ         | Спр        | Пр         | Інд        | Ест        | МС         | Ест        | Спр        | Пр         | Спр        | Пр         | ЗМ         | Спр       | Пр        | МС        | Очок     | Місце    |
| 2020–2021 | —           | 41          | 9           | 5           | —           | 45         | 7          | —          | 57         | —          | —          | 28      | —       | —       | —       | 8       | —       | 28          | —           | 8           | —          | 50         | —          | —          | —          | —          | —          | 40         | 33         | 62         | —          | —          | 44        | 44        | —         | —        | —        |

| 2019–2020 | Остерсунд | Остерсунд | Остерсунд | Остерсунд | Гохфільцен | Гохфільцен | Гохфільцен | Ансі | Ансі | Ансі | Обергоф | Обергоф | Обергоф | Рупольдінг | Рупольдінг | Рупольдінг | Поклюка | Поклюка | Поклюка | ЧМ Антерсельва | ЧМ Антерсельва | ЧМ Антерсельва | ЧМ Антерсельва | ЧМ Антерсельва | ЧМ Антерсельва | ЧМ Антерсельва | Нове Место | Нове Место | Нове Место | Контіолахті | Контіолахті | Підсумки | Підсумки |
| 2019–2020 | ЗМ        | Спр       | Інд       | Ест       | Спр        | Ест        | Пр         | Спр  | Пр   | МС   | Спр     | МС      | Ест     | Спр        | Ест        | Пр         | ЗМ      | Інд     | МС      | ЗМ             | Спр            | Пр             | Інд            | ОЗМ            | Ест            | МС             | Спр        | Ест        | МС         | Спр         | Пр          | Очок     | Місце    |
| 2019–2020 | —         | 24        | 57        | —         | 9          | 4          | 14         | 55   | 38   | —    | 25      | DNS     | 6       | 58         | 6          | 18         | —       | —       | —       | —              | 36             | 43             | 42             | —              | —              | —              | 12         | 4          | 9          | 14          | 30          | 222      | 33       |

| 2018–2019 | Поклюка | Поклюка | Поклюка | Поклюка | Гохфільцен | Гохфільцен | Гохфільцен | Нове Место | Нове Место | Нове Место | Обергоф | Обергоф | Обергоф | Рупольдінг | Рупольдінг | Рупольдінг | Антерсельва | Антерсельва | Антерсельва | Кенмор | Кенмор | Солджер Голлов | Солджер Голлов | Солджер Голлов | ЧС Остерсунд | ЧС Остерсунд | ЧС Остерсунд | ЧС Остерсунд | ЧС Остерсунд | ЧС Остерсунд | Гольменколлен | Гольменколлен | Гольменколлен | Підсумки | Підсумки | Підсумки |
| 2018–2019 | ЗМ      | Інд     | Спр     | Пр      | Спр        | Пр         | Ест        | Спр        | Пр         | МС         | Спр     | Пр      | Ест     | Спр        | Ест        | МС         | Спр         | Пр          | МС          | Інд    | Ест    | Спр            | Пр             | ЗМ             | ЗМ           | Спр          | Пр           | Інд          | Ест          | МС           | Спр           | Пр            | МС            | Очок     | Місце    |          |
| 2018–2019 | —       | —       | 25      | DNF     | 57         | DNS        | 8          | 15         | 7          | 24         | 65      | —       | —       | 59         | 15         | —          | 60          | DNS         | —           | —      | —      | —              | —              | —              | —            | 29           | 38           | 36           | 3            | -            | 55            | 36            | —             | 117      | 48       |          |

| 2017–2018 | Естерсунд | Естерсунд | Естерсунд | Естерсунд | Естерсунд | Гохфільцен | Гохфільцен | Гохфільцен | Ансі | Ансі | Ансі | Обергоф | Обергоф | Обергоф | Рупольдінг | Рупольдінг | Рупольдінг | Антгольц | Антгольц | Антгольц | ОІ Пхьончхан (*) | ОІ Пхьончхан (*) | ОІ Пхьончхан (*) | ОІ Пхьончхан (*) | ОІ Пхьончхан (*) | ОІ Пхьончхан (*) | Контіолахті | Контіолахті | Контіолахті | Контіолахті | Гольменколен | Гольменколен | Гольменколен | Тюмень | Тюмень | Тюмень | Підсумки | Підсумки | Підсумки |
| 2017–2018 | ОЗМ       | ЗМ        | Інд       | Спр       | Пр        | Спр        | Пр         | Ест        | Спр  | Пр   | МС   | Спр     | Пр      | МС      | Інд        | Ест        | МС         | Спр      | Пр       | МС       | Спр              | Пр               | Інд              | МС               | ЗМ               | Ест              | Спр         | ОЗМ         | ЗМ          | МС          | Спр          | Пр           | Ест          | Спр    | Пр     | МС     | Очок     | Місце    |          |
| 2017–2018 | —         | 10        | 4         | 22        | 16        | 17         | 18         | 2          | 7    | 9    | 15   | DNS     | —       | —       | 5          | 11         | 13         | 64       | —        | 11       | 46               | DNS              | 25               | 19               | —                | —                | 35          | —           | —           | 22          | 65           | —            | 8            | —      | —      | —      | 350      | 21       |          |

| 2016–2017 | Естерсунд | Естерсунд | Естерсунд | Естерсунд | Естерсунд | Поклюка | Поклюка | Поклюка | Нове Место | Нове Место | Нове Место | Обергоф | Обергоф | Обергоф | Рупольдінг | Рупольдінг | Рупольдінг | Антерсельва | Антерсельва | Антерсельва | ЧС Гохфільцен | ЧС Гохфільцен | ЧС Гохфільцен | ЧС Гохфільцен | ЧС Гохфільцен | ЧС Гохфільцен | Пхьончхан | Пхьончхан | Пхьончхан | Контіолахті | Контіолахті | Контіолахті | Контіолахті | Гольменколен | Гольменколен | Гольменколен | Підсумки | Підсумки | Підсумки |
| 2016–2017 | ОЗМ       | ЗМ        | Інд       | Спр       | Пр        | Спр     | Пр      | Ест     | Спр        | Пр         | МС         | Спр     | Пр      | МС      | Ест        | Спр        | Пр         | Інд         | МС          | Ест         | ЗМ            | Спр           | Пр            | Інд           | Ест           | МС            | Спр       | Пр        | Ест       | Спр         | Пр          | ОЗМ         | ЗМ          | Спр          | Пр           | МС           | Очок     | Місце    |          |
| 2016–2017 | —         | —         | —         | —         | —         | —       | —       | —       | —          | —          | —          | —       | —       | —       | —          | 30         | 28         | 76          | —           | 4           | —             | 80            | —             | —             | —             | —             | 60        | DNS       | 7         | —           | —           | —           | —           | —            | —            | —            | 34       | 79       |          |

| 2015–2016 | Естерсунд | Естерсунд | Естерсунд | Естерсунд | Естерсунд | Гохфільцен | Гохфільцен | Гохфільцен | Поклюка | Поклюка | Поклюка | Рупольдінг | Рупольдінг | Рупольдінг | Рупольдінг | Рупольдінг | Рупольдінг | Антерсельва | Антерсельва | Антерсельва | Канмор | Канмор | Канмор | Канмор | Преск-Айл | Преск-Айл | Преск-Айл | ЧС Гольменколен | ЧС Гольменколен | ЧС Гольменколен | ЧС Гольменколен | ЧС Гольменколен | ЧС Гольменколен | Ханти-Мансійськ | Ханти-Мансійськ | Ханти-Мансійськ | Підсумки | Підсумки | Підсумки |
| 2015–2016 | ОЗМ       | ЗМ        | Інд       | Спр       | Пр        | Спр        | Пр         | Ест        | Спр     | Пр      | МС      | Спр        | Пр         | МС         | Інд        | Ест        | МС         | Спр         | Пр          | Ест         | Спр    | МС     | ОЗМ    | ЗМ     | Спр       | Пр        | Ест       | ЗМ              | Спр             | Пр              | Інд             | Ест             | МС              | Спр             | Пр              | МС              | Очок     | Місце    |          |
| 2015–2016 | —         | —         | —         | 68        | —         | 33         | DNS        | 3          | 26      | 30      | 29      | 41         | 17         | —          | 26         | 1          | —          | 21          | 9           | 9           | —      | —      | —      | —      | —         | —         | —         | 4               | 80              | —               | 44              | 5               | 26              | DNS             | —               | —               | 139      | 47       |          |

| 2014–2015 | Остерсунд | Остерсунд | Остерсунд | Остерсунд | Гохфільцен | Гохфільцен | Гохфільцен | Поклюка | Поклюка | Поклюка | Обергоф | Обергоф | Обергоф | Рупольдінг | Рупольдінг | Рупольдінг | Антерсельва | Антерсельва | Антерсельва | Нове Место | Нове Место | Нове Место | Гольменколен | Гольменколен | Гольменколен | ЧС Контіолахті | ЧС Контіолахті | ЧС Контіолахті | ЧС Контіолахті | ЧС Контіолахті | ЧС Контіолахті | Ханти-Мансійськ | Ханти-Мансійськ | Ханти-Мансійськ | Підсумки | Підсумки | Підсумки |
| 2014–2015 | ЗМ        | Інд       | Спр       | Пр        | Спр        | Ест        | Пр         | Спр     | Пр      | МС      | Ест     | Спр     | МС      | Ест        | Спр        | МС         | Спр         | Пр          | Ест         | ЗМ         | Спр        | Пр         | Інд          | Спр          | Ест          | ЗМ             | Спр            | Пр             | Інд            | Ест            | МС             | Спр             | Пр              | МС              | Очок     | Місце    |          |
| 2014–2015 | 4         | 3         | 6         | 2         | 20         | 7          | 10         | 3       | 3       | 5       | 6       | 39      | 7       | 5          | 4          | 4          | 14          | 11          | 3           | 3          | 6          | 9          | DNF          | 10           | 6            | 11             | 3              | 19             | 15             | 6              | 1              | 9               | 6               | 10              | 865      | 3        |          |

| 2013–2014 | Остерсунд | Остерсунд | Остерсунд | Остерсунд | Гохфільцен | Гохфільцен | Гохфільцен | Ансі | Ансі | Ансі | Обергоф | Обергоф | Обергоф | Рупольдінг | Рупольдінг | Рупольдінг | Антерсельва | Антерсельва | Антерсельва | ОІ Сочі | ОІ Сочі | ОІ Сочі | ОІ Сочі | ОІ Сочі | ОІ Сочі | Поклюка | Поклюка | Поклюка | Контіолахті | Контіолахті | Контіолахті | Гольменколен | Гольменколен | Гольменколен | Підсумки | Підсумки | Підсумки |
| 2013–2014 | ЗМ        | Інд       | Спр       | Пр        | Спр        | Ест        | Пр         | Ест  | Спр  | Пр   | Спр     | Пр      | МС      | Ест        | Інд        | Пр         | Спр         | Пр          | Ест         | Спр     | Пр      | Інд     | МС      | ЗМ      | Ест     | Спр     | Пр      | МС      | Спр         | Спр         | Пр          | Спр          | Пр           | МС           | Очок     | Місце    |          |
| 2013–2014 | 3         | 16        | 21        | —         | 22         | 1          | 7          | 2    | 3    | 1    | 6       | 9       | 15      | 3          | 8          | 8          | —           | —           | —           | 12      | 5       | 19      | 12      | —       | 1       | 46      | 11      | 14      | 22          | 22          | 19          | 18           | 22           | 19           | 553      | 8        |          |

| 2012–2013 | Остерсунд | Остерсунд | Остерсунд | Остерсунд | Гохфільцен | Гохфільцен | Гохфільцен | Поклюка | Поклюка | Поклюка | Обергоф | Обергоф | Обергоф | Рупольдінг | Рупольдінг | Рупольдінг | Антхольц | Антхольц | Антхольц | ЧС Нове Место | ЧС Нове Место | ЧС Нове Место | ЧС Нове Место | ЧС Нове Место | ЧС Нове Место | Гольменколен | Гольменколен | Гольменколен | Сочі | Сочі | Сочі | Ханти-Мансійськ | Ханти-Мансійськ | Ханти-Мансійськ | Підсумки | Підсумки | Підсумки |
| 2012–2013 | ЗМ        | Інд       | Спр       | Пр        | Спр        | Пр         | Ест        | Спр     | Пр      | МС      | Ест     | Спр     | Пр      | Ест        | Спр        | МС         | Спр      | Пр       | Ест      | ЗМ            | Спр           | Пр            | Інд           | Ест           | МС            | Спр          | Пр           | МС           | Інд  | Спр  | Ест  | Спр             | Пр              | МС              | Очок     | Місце    |          |
| 2012–2013 | —         | 32        | 28        | 32        | 39         | DNS        | 2          | DNS     | —       | —       | 1       | 14      | 3       | 7          | 8          | 16         | 28       | 30       | 5        | —             | 22            | 43            | 3             | 2             | DNF           | 28           | 8            | 11           | 12   | 21   | 2    | 22              | 36              | 11              | 438      | 20       |          |

| 2011–2012 | Остерсунд | Остерсунд | Остерсунд | Гохфільцен | Гохфільцен | Гохфільцен | Гохфільцен | Гохфільцен | Гохфільцен | Обергоф | Обергоф | Обергоф | Нове Место | Нове Место | Нове Место | Антерсельва | Антерсельва | Антерсельва | Холменколен | Холменколен | Холменколен | Контіолахті | Контіолахті | Контіолахті | ЧС Рупольдінг | ЧС Рупольдінг | ЧС Рупольдінг | ЧС Рупольдінг | ЧС Рупольдінг | ЧС Рупольдінг | Ханти-Мансійськ | Ханти-Мансійськ | Ханти-Мансійськ | Підсумки | Підсумки | Підсумки |
| 2011–2012 | Інд       | Спр       | Пр        | Спр        | Пр         | Ест        | Спр        | Пр         | ЗМ         | Ест     | Спр     | МС      | Інд        | Спр        | Пр         | Спр         | Ест         | МС          | Спр         | Пр          | МС          | ЗМ          | Спр         | Пр          | ЗМ            | Спр           | Пр            | Інд           | МС            | Ест           | Спр             | Пр              | МС              | Очок     | Місце    |          |
| 2011–2012 | 9         | 7         | 4         | 22         | 24         | 8          | 55         | DNS        | 8          | 8       | 24      | 13      | 51         | 50         | 19         | 13          | 5           | 19          | —           | —           | —           | —           | 41          | 24          | —             | 57            | DNF           | 49            | —             | 6             | 12              | 18              | 18              | 356      | 22       |          |

| 2010–2011 | Остерсунд | Остерсунд | Остерсунд | Гохфільцен | Гохфільцен | Гохфільцен | Поклюка | Поклюка | Поклюка | Обергоф | Обергоф | Обергоф | Рупольдінг | Рупольдінг | Рупольдінг | Анхтольц | Анхтольц | Анхтольц | Преск-Айл | Преск-Айл | Преск-Айл | Форт-Кент | Форт-Кент | Форт-Кент | ЧС Ханти-Мансійськ | ЧС Ханти-Мансійськ | ЧС Ханти-Мансійськ | ЧС Ханти-Мансійськ | ЧС Ханти-Мансійськ | ЧС Ханти-Мансійськ | Холменколен | Холменколен | Холменколен | Підсумки | Підсумки | Підсумки |
| 2010–2011 | Інд       | Спр       | Пр        | Спр        | Ест        | Пр         | Інд     | Спр     | ЗМ      | Ест     | Спр     | МС      | Інд        | Спр        | Пр         | Спр      | Ест      | МС       | Спр       | ЗМ        | Пр        | Спр       | Пр        | МС        | ЗМ                 | Спр                | Пр                 | Інд                | МС                 | Ест                | Спр         | Пр          | МС          | Очок     | Місце    |          |
| 2010–2011 | 4         | 10        | 5         | 14         | 2          | 17         | 4       | 14      | —       | 4       | 13      | 22      | 4          | 23         | 11         | 13       | 8        | 19       | 3         | —         | 13        | 39        | 19        | 10        | —                  | 10                 | 24                 | 11                 | 16                 | DSQ                | 57          | DNF         | 11          | 687      | 11       |          |

| 2009–2010 | Остерсунд | Остерсунд | Остерсунд | Гохфільцен | Гохфільцен | Гохфільцен | Поклюка | Поклюка | Поклюка | Обергоф | Обергоф | Обергоф | Рупольдінг | Рупольдінг | Рупольдінг | Антхольц | Антхольц | Антхольц | ОІ Ванкувер | ОІ Ванкувер | ОІ Ванкувер | ОІ Ванкувер | ОІ Ванкувер | Контіолахті | Контіолахті | Контіолахті | Холменколен | Холменколен | Холменколен | Ханти-Мансійськ | Ханти-Мансійськ | Ханти-Мансійськ | Підсумки | Підсумки |
| 2009–2010 | Інд       | Спр       | Ест       | Спр        | Пр         | Ест        | Інд     | Спр     | Пр      | Ест     | Спр     | МС      | Ест        | Спр        | МС         | Інд      | Спр      | Пр       | Спр         | Пр          | Інд         | МС          | Ест         | ЗМ          | Сп          | Пр          | Спр         | Пр          | МС          | Спр             | Мс              | ЗМ              | Очок     | Місце    |
| 2009–2010 | 5         | 27        | 6         | 49         | DNS        | 9          | 8       | 26      | 21      | 4       | 6       | 23      | —          | —          | —          | 22       | 6        | 8        | 23          | 23          | 13          | 19          | 6           | -           | 4           | 4           | 37          | 31          | 5           | 16              | 24              | —               | 538      | 14       |

| 2008–2009 | Остерсунд | Остерсунд | Остерсунд | Гохфільцен | Гохфільцен | Гохфільцен | Хохфильцен | Хохфильцен | Хохфильцен | Обергоф | Обергоф | Обергоф | Рупольдінг | Рупольдінг | Рупольдінг | Анхтольц | Анхтольц | Анхтольц | ЧС Пхьончхан | ЧС Пхьончхан | ЧС Пхьончхан | ЧС Пхьончхан | ЧС Пхьончхан | ЧС Пхьончхан | Уистлер | Уистлер | Уистлер | Тронхейм | Тронхейм | Тронхейм | Ханти-Мансійськ | Ханти-Мансійськ | Ханти-Мансійськ | Підсумки | Підсумки |
| 2008–2009 | Інд       | Спр       | Пр        | Спр        | Пр         | Ест        | Інд        | Спр        | Ест        | Ест     | Спр     | МС      | Ест        | Спр        | Пр         | Спр      | Пр       | МС       | Спр          | Пр           | Інд          | ЗМ           | МС           | Ест          | Інд     | Спр     | Ест     | Спр      | Пр       | МС       | Спр             | Пр              | МС              | Очок     | Місце    |
| 2008–2009 | 25        | 32        | 16        | 59         | —          | 4          | 50         | 18         | 4          | 1       | 15      | 22      | 4          | 35         | 15         | —        | —        | 10       | 15           | 38           | 26           | 11           | 16           | DNF          | 16      | 43      | 4       | 57       | DNS      | 29       | 26              | 34              | 5               | 349      | 24       |

| 2007–2008 | Контіолахті | Контіолахті | Контіолахті | Гохфільцен | Гохфільцен | Гохфільцен | Поклюка | Поклюка | Поклюка | Обергоф | Обергоф | Обергоф | Рупольдінг | Рупольдінг | Рупольдінг | Антхольц | Антхольц | Антхольц | ЧС Остерсунд | ЧС Остерсунд | ЧС Остерсунд | ЧС Остерсунд | ЧС Остерсунд | ЧС Остерсунд | Пхьончхан | Пхьончхан | Пхьончхан | Ханти-Мансійськ | Ханти-Мансійськ | Ханти-Мансійськ | Холменколен | Холменколен | Холменколен | Підсумки | Підсумки |
| 2007–2008 | Інд         | Спр         | Пр          | Спр        | Пр         | Ест        | Інд     | Спр     | Ест     | Ест     | Спр     | МС      | Ест        | Спр        | Пр         | Спр      | Пр       | МС       | Спр          | Пр           | ЗМ           | Інд          | МС           | Ест          | Спр       | Пр        | ЗМ        | Спр             | Пр              | МС              | Спр         | Пр          | МС          | Очок     | Місце    |
| 2007–2008 | 17          | 46          | 56          | 41         | 20         | 7          | 37      | 51      | 4       | 6       | 7       | DNF     | —          | —          | —          | 71       | —        | —        | 16           | 20           | —            | 32           | 18           | 2            | —         | —         | —         | 11              | 10              | 29              | 19          | 21          | 13          | 190      | 28       |

| 2006—2007 | Остерсунд | Остерсунд | Остерсунд | Гохфільцен | Гохфільцен | Гохфільцен | Гохфільцен | Гохфільцен | Гохфільцен | Обергоф | Обергоф | Обергоф | Рупольдінг | Рупольдінг | Рупольдінг | Поклюка | Поклюка | Поклюка | ЧС Антхольц | ЧС Антхольц | ЧС Антхольц | ЧС Антхольц | ЧС Антхольц | ЧС Антхольц | Контіолахті | Контіолахті | Контіолахті | Холменколен | Холменколен | Холменколен | Ханти-Мансійськ | Ханти-Мансійськ | Ханти-Мансійськ | Підсумки | Підсумки |
| 2006—2007 | Інд       | Спр       | Пр        | Спр        | Пр         | Ест        | Інд        | Спр        | Ест        | Ест     | Спр     | Пр      | Ест        | Спр        | МС         | Спр     | Пр      | МС      | Спр         | Пр          | Інд         | ЗМ          | Ест         | МС          | Інд         | Спр         | Пр          | Спр         | Пр          | МС          | Спр             | Пр              | МС              | Очок     | Місце    |
| 2006—2007 | 52        | 35        | 53        | 28         | 38         | 8          | 7          | 16         | 12         | 8       | 29      | 23      | 9          | 39         | —          | —       | —       | —       | —           | —           | 36          | —           | 9           | —           | —           | —           | —           | —           | —           | —           | —               | —               | —               | 60       | 47       |

| 2005—2006 | Остерсунд | Остерсунд | Остерсунд | Гохфільцен | Гохфільцен | Гохфільцен | Осрблі | Осрблі | Осрблі | Обергоф | Обергоф | Обергоф | Рупольдінг | Рупольдінг | Рупольдінг | Антхольц | Антхольц | Антхольц | ОІ Турин | ОІ Турин | ОІ Турин | ОІ Турин | ОІ Турин | Поклюка | Поклюка | Поклюка | Контіолахті | Контіолахті | Контіолахті | Холменколен | Холменколен | Холменколен | Підсумки | Підсумки |
| 2005—2006 | Спр       | Пр        | Ест       | Інд        | Спр        | Ест        | Інд    | Спр    | Пр     | Ест     | Спр     | МС      | Ест        | Спр        | Пр         | Спр      | Пр       | МС       | Інд      | Спр      | Пр       | Ест      | МС       | Спр     | Пр      | ЗМ      | Спр         | Пр          | МС          | Спр         | Пр          | МС          | Очок     | Місце    |
| 2005—2006 | —         | —         | —         | —          | —          | —          | —      | 47     | 56     | 11      | 82      | —       | —          | —          | —          | —        | —        | —        | 46       | —        | —        | —        | —        | —       | —       | —       | —           | —           | —           | —           | —           | —           | 0        | —        |

| У табліці відображені місця, зайняті спортсменом у гонках впродовж біатлонного сезону. Інд — індивідуальна гонка Пр — гонка переслідування Спр — спринт МС — мас-старт Ест — естафета ЗМ — змішана естафета |

## Комерційні старти

### Різдвяні перегони (World Team Challenge)
- 2011 — масстарт з Сергієм Седнєвим 2 місце
- 2014 — масстарт з Сергієм Семеновим 1 місце

### Меморіал Фатьянова
- 2012 — Переслідування 3 місце

### Гонка чемпіонів
- 2011 — мас-старт 3 місце

## Відзнаки

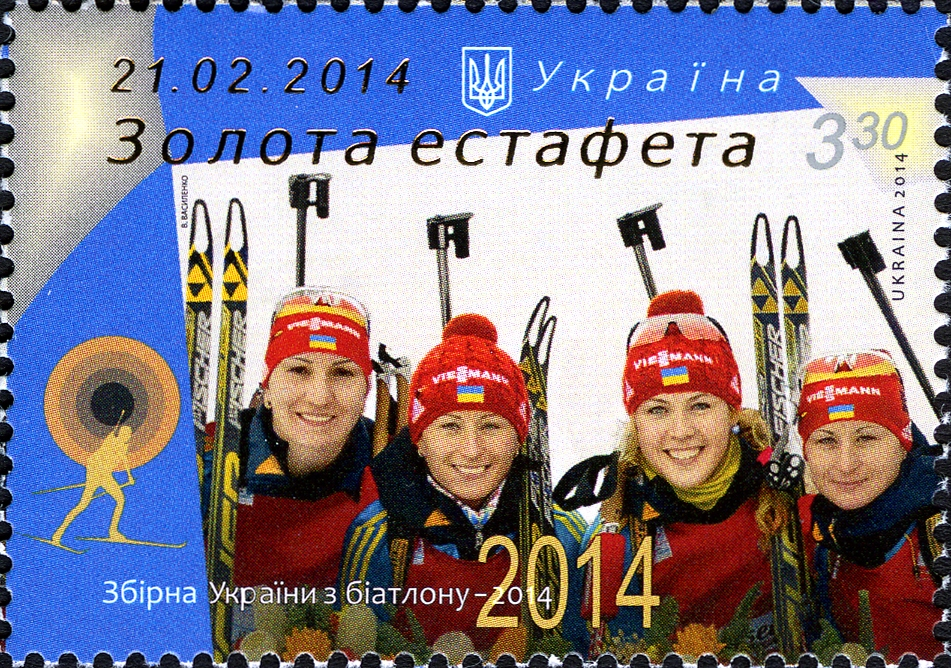
Поштова марка України, 2014

### Державні нагороди
- Орден княгині Ольги I ст. (23 серпня 2014 року) — за значний особистий внесок у державне будівництво, соціально-економічний, науково-технічний, культурно-освітній розвиток України, вагомі трудові здобутки та високий професіоналізм[3]
- Орден княгині Ольги II ст. (14 вересня 2013 року) — за вагомий особистий внесок у розвиток та популяризацію фізичної культури і спорту в Україні, досягнення високих спортивних результатів та багаторічну плідну професійну діяльність[4]
- Орден княгині Ольги III ст. (17 березня 2008 року) — за вагомий особистий внесок у розвиток фізичної культури і спорту, досягнення високих спортивних результатів на чемпіонатах Європи та світу з біатлону 2008 року[5]
- Орден «За заслуги» II ст. (8 березня 2021 року) — за значний особистий внесок у соціально-економічний, науково-технічний, культурно-освітній розвиток Української держави, зразкове виконання службового обов'язку та багаторічну сумлінну працю[6]
- Орден «За заслуги» III ст. (25 березня 2015 року) — за вагомий особистий внесок у зміцнення національної безпеки, високий професіоналізм, зразкове виконання службового обов'язку та з нагоди Дня Служби безпеки України[7]
- Лауреат Премії Кабінету Міністрів України за особливі досягнення молоді у розбудові України (2011)[8]

### У філателії
У 2014 році випущена поштова марка з українською жіночою біатлонною збірною.